# Núria Planas Raig
Núria Planas Raig (Barcelona, 1972) és una investigadora i educadora matemàtica catalana de la UAB, presidenta de la Societat Espanyola de Recerca en Educació Matemàtica i directora de l'Agència d'Avaluació i Prospectiva de l'Educació des de 2025.
Es va llicenciar en Ciències Exactes per la Universitat de Barcelona al 1995 i es va doctorar a la Universitat Autònoma de Barcelona al 2001. És professora catedràtica del Departament de Didàctica de la Matemàtica i de les Ciències Experimentals, a la Universitat Autònoma de Barcelona, i professora investigadora honorífica del Departament d'Educació a la Universitat d'Oxford des de 2021. Va ser durant vuit anys professora investigadora extraordinària del Departament d'Educació Matemàtica de la Universitat de Sud-àfrica, començant l'any 2013.